# El regalo
El regalo es una película chilena del año 2008. Es una comedia dirigida por Cristián Galaz y Andrea Ugalde, protagonizada por Nelson Villagra, Julio Jung, Jaime Vadell, Delfina Guzmán, Gloria Münchmeyer y Héctor Noguera.

## Sinopsis
Francisco (Nelson Villagra), un profesor universitario y viudo, agobiado por la soledad y la jubilación decide suicidarse. Pero entonces aparecen dos viejos amigos, Pacheco y Tito, quienes le convencen de acompañarlos a un tour para la tercera edad a las Termas de Chillán. En ese lugar, el profesor recuperará de distintas maneras el interés por vivir.

## Reparto
| Actor             | Personaje | Notas |
| ----------------- | --------- | ----- |
| Nelson Villagra   | Francisco |       |
| Delfina Guzmán    | Carmen    |       |
| Jaime Vadell      | Pacheco   |       |
| Julio Jung        | Tito      |       |
| Gloria Münchmeyer | Lucy      |       |
| Héctor Noguera    | Nicolás   |       |
| Buddy Richard     | El mismo  | Cameo |

## Premios
A pesar de no haber sido escogida por el Consejo de la Cultura y Las Artes para representar a Chile en los premios Oscar o Goya 2010, su estreno en el extranjero provocó que fuera preseleccionada en 9 categorías en los prestigiosos premios Goya 2011, otorgados por la Academia de Artes y Ciencias Cinematográficas de España. 
- Mejor Jurado Joven al Mejor Largometraje Nacional, Festival Internacional de Cine de Viña del Mar, Chile, 2008.
- Premio de la Prensa Especializada al Mejor Largometraje Nacional, Festival Internacional de Cine de Viña del Mar, Chile, 2008.
- Premio del Público a la Mejor Película Nacional, Festival Internacional de Cine de Viña del Mar, Chile, 2008.